# Ognjen Petrović
Ognjen Petrović (ur. 2 stycznia 1948 w Kruševacu, zm. 21 września 2000 w Belgradzie) – jugosłowiański piłkarz, reprezentant kraju, grający na pozycji bramkarza.

## Kariera piłkarska
Petrović urodził się w Kruševacu i swoją przygodę z piłką rozpoczynał w lokalnym zespole Napredak Kruševac. Następnie do 1965 trenował w FK 14. Oktobar. W 1965 dołączył do juniorskich zespołów Crvenej zvezdy. Do pierwszej drużyny został włączony w sezonie 1967/68. Nie wystąpił w żadnym spotkaniu tego sezonu, ale otrzymał medal za zdobycie mistrzostwa Prva liga Jugoslavije. Podobna sytuacja miała miejsce w następnym sezonie. Sezon 1969/70 zakończył się dla Petrovicia trzecie z rzędu mistrzostwo, podczas którego wystąpił w jednym spotkaniu. 
Crvena zvezda w sezonie 1972/73 zdobyła mistrzostwo, a Petrović 28 razy strzegł bramki Crvenej zvezdy. Oprócz tego wygrał także Puchar Jugosławii w sezonach 1967/68, 1969/70, 1970/71. Łącznie przez 9 lat gry w Crvenej zvezdy wystąpił w 115 spotkaniach, w których strzelił 3 bramki.
W 1976 wyjechał do Francji, gdzie został piłkarzem Bastii. Przez 2 lat gry w Bastii 41 razy pojawiał się na boiskach Ligue 1. W 1978 zakończył karierę piłkarską.
| Sezon   | Klub          | Kraj       | Rozgrywki             | Mecze | Bramki |
| ------- | ------------- | ---------- | --------------------- | ----- | ------ |
| 1967/68 | Crvena zvezda | Jugosławia | Prva liga Jugoslavije | 0     | 0      |
| 1968/69 | Crvena zvezda | Jugosławia | Prva liga Jugoslavije | 0     | 0      |
| 1969/70 | Crvena zvezda | Jugosławia | Prva liga Jugoslavije | 1     | 0      |
| 1970/71 | Crvena zvezda | Jugosławia | Prva liga Jugoslavije | 0     | 0      |
| 1971/72 | Crvena zvezda | Jugosławia | Prva liga Jugoslavije | 4     | 0      |
| 1972/73 | Crvena zvezda | Jugosławia | Prva liga Jugoslavije | 28    | 0      |
| 1973/74 | Crvena zvezda | Jugosławia | Prva liga Jugoslavije | 29    | 1      |
| 1974/75 | Crvena zvezda | Jugosławia | Prva liga Jugoslavije | 28    | 1      |
| 1975/76 | Crvena zvezda | Jugosławia | Prva liga Jugoslavije | 35    | 1      |
| 1976/77 | SC Bastia     | Francja    | Première Division     | 32    | 0      |
| 1977/78 | SC Bastia     | Francja    | Première Division     | 9     | 0      |

## Kariera reprezentacyjna
Petrović karierę reprezentacyjną rozpoczął 13 maja 1973 w zremisowanym 2:2 spotkaniu z Polską. 
Rok później został powołany na turniej finałowy Mistrzostw Świata, podczas którego pełnił rolę zawodnika rezerwowego. Następnie wystąpił w 7 spotkaniach eliminacyjnych do Mistrzostwa Europy 1976. Jugosławia pomimo bycia gospodarzem turnieju, musiała zagrać w eliminacjach. 
Podczas turnieju finałowego mistrzostw Europy Petrović rozegrał dwa spotkania z RFN i Holandią. Jugosławia zakończyła turniej na 4. miejscu. Mecz z Holendrami był ostatnim Petrovicia w drużynie narodowej.
Łącznie w latach 1973–1976 zagrał w 15 spotkaniach reprezentacji Jugosławii.
| Mecze i gole w reprezentacji | Mecze i gole w reprezentacji | Mecze i gole w reprezentacji | Mecze i gole w reprezentacji | Mecze i gole w reprezentacji | Mecze i gole w reprezentacji | Mecze i gole w reprezentacji |
| #                            | Data                         | Miasto                       | Przeciwnik                   | Gol                          | Wynik                        | Rozgrywki                    |
| ---------------------------- | ---------------------------- | ---------------------------- | ---------------------------- | ---------------------------- | ---------------------------- | ---------------------------- |
| 1.                           | 13.05.1973                   | Warszawa                     | Polska                       |                              | 2:2                          | towarzyski                   |
| 2.                           | 28.09.1974                   | Zagrzeb                      | Włochy                       |                              | 1:0                          | towarzyski                   |
| 3.                           | 30.10.1974                   | Belgrad                      | Norwegia                     |                              | 3:1                          | El. ME 1976                  |
| 4.                           | 16.04.1975                   | Belfast                      | Irlandia Północna            |                              | 0:1                          | El. ME 1976                  |
| 5.                           | 31.05.1975                   | Belgrad                      | Holandia                     |                              | 3:0                          | towarzyski                   |
| 6.                           | 04.06.1975                   | Solna                        | Szwecja                      |                              | 2:1                          | El. ME 1976                  |
| 7.                           | 09.06.1975                   | Oslo                         | Norwegia                     |                              | 3:1                          | El. ME 1976                  |
| 8.                           | 15.10.1975                   | Zagrzeb                      | Szwecja                      |                              | 3:0                          | El. ME 1976                  |
| 9.                           | 19.11.1975                   | Belgrad                      | Irlandia Północna            |                              | 1:0                          | El. ME 1976                  |
| 10.                          | 18.02.1976                   | Tunis                        | Tunezja                      |                              | 1:2                          | towarzyski                   |
| 11.                          | 24.02.1976                   | Algier                       | Algieria                     |                              | 2:1                          | towarzyski                   |
| 12.                          | 17.04.1976                   | Banja Luka                   | Węgry                        |                              | 0:0                          | towarzyski                   |
| 13.                          | 24.04.1976                   | Zagrzeb                      | Walia                        |                              | 2:0                          | El. ME 1976                  |
| 14.                          | 17.06.1976                   | Belgrad                      | RFN                          |                              | 2:4                          | ME 1976                      |
| 15.                          | 19.06.1976                   | Zagrzeb                      | Holandia                     |                              | 2:3                          | ME 1976                      |

## Sukcesy
FK Crvena zvezda
- Mistrzostwo Jugosławii (4): 1967/68, 1968/69, 1969/70, 1972/73
- Puchar Jugosławii (3): 1967/68, 1969/70, 1970/71